# Андрена червоноплямиста
Андрена червоноплямиста (Andrena stigmatica) — вид комах з родини Andrenidae. Один із 65 видів голарктичного підроду Melandrena всесвітньо поширеного роду Andrena (близько 1500 видів). Один зі 170 видів роду у фауні України. Має значення як запилювач різних видів черсакових. Вид занесений до Червоної книги України.

## Морфологічні ознаки
Самиця завдовжки 14—15 мм. Голова, груди, ноги й останні тергуми черевця, починаючи з 4, чорні. Шпори всіх ніг і перші три тергуми червонуваті, їх вершинні частини напівпрозорі, боки 2 тергуму мають по одній чорній плямі. Крила прозорі, по краю злегка затемнені. Жилки крил (крім костальної) червонуваті. Лицьова й нижня частина голови, скроні покриті густими чорно-коричневими волосками. Потилиця й тім'я опушене жовтуватими волосками. Щиток і щитик опушені довгими червонуватими волосками. Проміжний сегмент (крім серединного поля) опушений ще більш довгими жовтуватими волосками. Тергуми з 1 по 4 опушені коротшими жовтуватими волосками, більш густими на боках. На 4 тергумі помітна домішка довгих чорних волосків. Такими ж довгими чорними волосками повністю покриті 5-й і 6-й тергуми. Самець дуже подібний до самиці, але більш витончений. Скроні короткі. Вусики значно довші, доходять до задньощитика. Пунктирування щитка й щитика густіше, непунктироване поле в центрі займає меншу площу. Дорсальний зубець гонококсиду геніталій самця виражений слабко. Забарвлення, як у самиці, край 6 й 7 тергуми покриті короткими густими прилягаючими одне до одного коричневими волосками. Самці завдовжки 12—13 мм.

## Поширення
Дуже рідкісний вид, відомий лише за першоописом самиць із Туркменістану та знайдений в Ірані й у Криму, де залишився лише в Опукському, Карадазькому, Казантипському ПЗ та околицях м. Сімферополя.

## Особливості біології
Літає наприкінці літа та початку осені. Гніздування невідоме. Антофіл, живиться нектаром та пилком рослин, приурочений до квітів родини черсакові (Dipsacaceae), зокрема головачки уральської (Cephallaria uralensis), та кримського ендеміка — скабіози кримської (Scabiosa taurica). Особливості поширення виду цікаві для зоогеографічних досліджень.

## Загрози та охорона
Чисельність знижується через різке зменшення кількості кормових рослин — головачок і скабіози.
Охороняється в Опукському, Карадазькому та Казантипському ПЗ. Необхідно створити заказники в інших місцях мешкання виду та охороняти його кормові рослини.